# Ken Hanson
Ken Hanson, es un ciclista profesional estadounidense nacido el 14 de abril de 1982 en Sierra Madre, California.
Se caracteriza por ser un esprínter y debutó como profesional en 2007 en el equipo BMC (en ese entonces de categoría Continental), volviendo a recalificarse amateur en 2008 en el equipo California Giant Berry Farms.
En 2009 volvió a profesional en el equipo Team Type 1 y al año siguiente fue 2º en el campeonato de Estados Unidos de ruta. Con el equipo Jelly Belly ganó una etapa del Tour de Corea en 2011 y obtuvo una destacada 4ª posición en el TD Bank International Cycling Championship.
En 2012 fichó por el Team Optum presented by Kelly Benefit Strategies y entre fines de marzo y fines de abril logró 4 etapas en la Vuelta Ciclista del Uruguay y 2 en el Tour de Corea. 

## Palmarés
2008
- 1 etapa del FDB Insurance Rás

2010
- 2.º en el Campeonato de Estados Unidos en Ruta

2011
- 1 etapa del Tour de Corea

2012
- 4 etapas de la Vuelta Ciclista del Uruguay
- 2 etapas del Tour de Corea
- 2 etapas del Tour de Elk Grove
- Gooikse Pijl

2013
- 1 etapa de la Vuelta al Alentejo

## Equipos
- BMC Racing Team (2007)
- Team Type 1 (2009-2010)
- Jelly Belly Cycling Team (2011)
- Optum-Kelly Benefit Strategies (2012-2013)
- Unitedhealthcare (2014)